# Учасник бойових дій
Учасниками бойових дій є особи, які брали участь у виконанні бойових завдань по захисту Батьківщини у складі військових підрозділів, з'єднань, об'єднань всіх видів і родів військ Збройних Сил діючої армії (флоту), у партизанських загонах і підпіллі та інших формуваннях як у воєнний, так і у мирний час.

## Визначення статусу
Статус учасника бойових дій чітко визначається статтями 5 та 6 Закону України «Про статус ветеранів війни, гарантії їх соціального захисту»
Згідно діючого Закону, до учасників бойових дій відносяться:
- військовослужбовці Збройних Сил України, Національної гвардії України, Служби безпеки України, Служби зовнішньої розвідки України, Державної прикордонної служби України, особи рядового, начальницького складу і військовослужбовці Міністерства внутрішніх справ України, інших утворених відповідно до законів України військових формувань, які захищали незалежність, суверенітет та територіальну цілісність України, а також брали участь в антитерористичній операції, або які за рішенням відповідних державних органів були направлені для участі в міжнародних операціях з підтримання миру і безпеки або у відрядження в держави, де в цей період велися бойові дії.
- учасники бойових дій на території інших країн — військовослужбовці Радянської Армії, Військово-Морського Флоту, Комітету державної безпеки, особи рядового, начальницького складу і військовослужбовці Міністерства внутрішніх справ колишнього Союзу РСР (включаючи військових та технічних спеціалістів і радників), працівники відповідних категорій, які за рішенням Уряду колишнього Союзу РСР проходили службу, працювали чи перебували у відрядженні в державах, де в цей період велися бойові дії, і брали участь у бойових діях чи забезпеченні бойової діяльності військ (флотів).
- всі учасники бойових дій другої світової війни.
- ветерани УПА, Поліської Січі та підрозділів ОУН.[1]

Перелік осіб, які відносяться до учасників бойових дій визначається Рішеннями Кабінету Міністрів України. Посвідчення учасника бойових дій видаються визначеними підрозділами усіх воєнізованих відомств держави та військовими комісаріатами. Посвідчення члена родини загиблого військовослужбовця видаються територіальними органами соціального захисту населення.
Наразі питання статусу учасника бойових дій значно актуалізувалося для десятків тисяч військовослужбовців Збройних сил держави в результаті агресії-інтервенції Росії проти України в 2014 році та бойових дій з тисячами поранених та загиблих захисників Вітчизни.

## Пільги учасникам бойових дій
Увесь перелік соціальних пільг учасникам бойових дій чітко визначається статтею 12 Закону України «Про статус ветеранів війни, гарантії їх соціального захисту».

## Пенсійне забезпечення
Параметри пенсійного забезпечення учасників бойових дій чітко окреслені у Законі України «Про пенсійне забезпечення осіб, звільнених з військової служби, та деяких інших осіб»
Учасники бойових дій, відзначені найвищими державними нагородами України, мають право на отримання пенсії за особливі заслуги перед Україною.

## Статус поранених військовослужбовців, інвалідів війни та членів родин загиблих
В разі поранення, або загибелі військовослужбовців, їх статус, встановлення групи інвалідності а також статус членів родин загиблих визначається військово-лікарськими комісіями, які діють при всіх військових медичних закладах України, військових шпиталях-госпіталях. Статус члена родини загиблого військовослужбовця, на підставі офіційних документів військово-лікарських комісій, надається вповноваженими державними комісіями по лінії Міністерства соціальної політики України. Є суттєва різниця у соціальних виплатах членів родин загиблих військовослужбовців, смерть яких пов'язана з кульовим пораненням при захисті Батьківщини, та членами родин померлих військовослужбовців, смерть яких не була пов'язана з вищеозначеними параметрами.